# ジョン・オリバー・アーノルド
ジョン・オリバー・アーノルド（John Oliver Arnold、1858年 - 1930年）は、イギリスの冶金学者。

## 経歴・人物
シェフィールド工業学校で教鞭を執る。同時期に合金鋼中の炭化物の組成を研究し決定した。後にヘンリー・ソービーの弟子となり、鉄鋼の顕微鏡組織を研究した。
この業績により、ウィリアム・チャンドラー・ロバーツ＝オーステンが提唱した合金理論やフランスのフロリス・オスモンが提唱した鋼焼入硬化理論に敵対し一躍有名となった。